# Liste des îles de Stavanger
Cet article recense les îles et îlots de la municipalité de Stavanger, dans le Comté de Rogaland, en Norvège.
- Åmøy
- Bjergøy
- Bjørnøy
- Buøy
- Bru
- Byre
- Engøy
- Finnøy
- Fjøløy
- Fogn
- Grasholmen
- Halsnøya
- Helgøy
- Hellesøy
- Hundvåg
- Kalvøy
- Klosterøy
- Kyrkjøy
- Langøy
- Lindøy
- Mosterøy
- Nord-Hidle
- Nord-Talgje
- Ombo
- Ormøy
- Roaldsøy
- Rennesøy
- Sjernarøyane
- Sokn
- Steinsøy
- Sølyst
- Talgje
- Tjul
- Tunsøy
- Vassøy